# Regenwalder Heimatbrücke

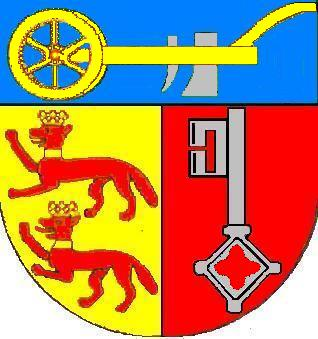
Herb powiatu Regenwalde w latach 1938–1945

Regenwalder Heimatbrücke – niemiecki biuletyn ziomkowski wydawany w latach 1965—2017 (wcześniej od 1947 bez nazwy lub pod inną) przez byłych mieszkańców powiatu Regenwalde (obecnie powiat łobeski) wysiedlonych po II wojnie światowej, pochodzących głównie z miasta Regenwalde i okolic, a także osób związanych z  miastem Plathe i gminą Raddow. Łącznie w latach 1947—2017 wydano 284 numery biuletynu.
Biuletyn początkowo zawierał głównie osobiste wspomnienia z okresu ucieczki i wysiedlenia, oraz osiedlenia w nowym miejscu i publikował prywatne listy pisane  do Redakcji, oraz terminy, adresy i tematykę spotkań, co służyło do nawiązywania wzajemnych kontaktów. Następnie biuletyn został wzbogacony o opracowania własne, wiersze, piosenki, relacje z wycieczek i podróży do Polski i przedruki z różnych źródeł dotyczące historii i kultury Ziemi Łobeskiej.

## Historia

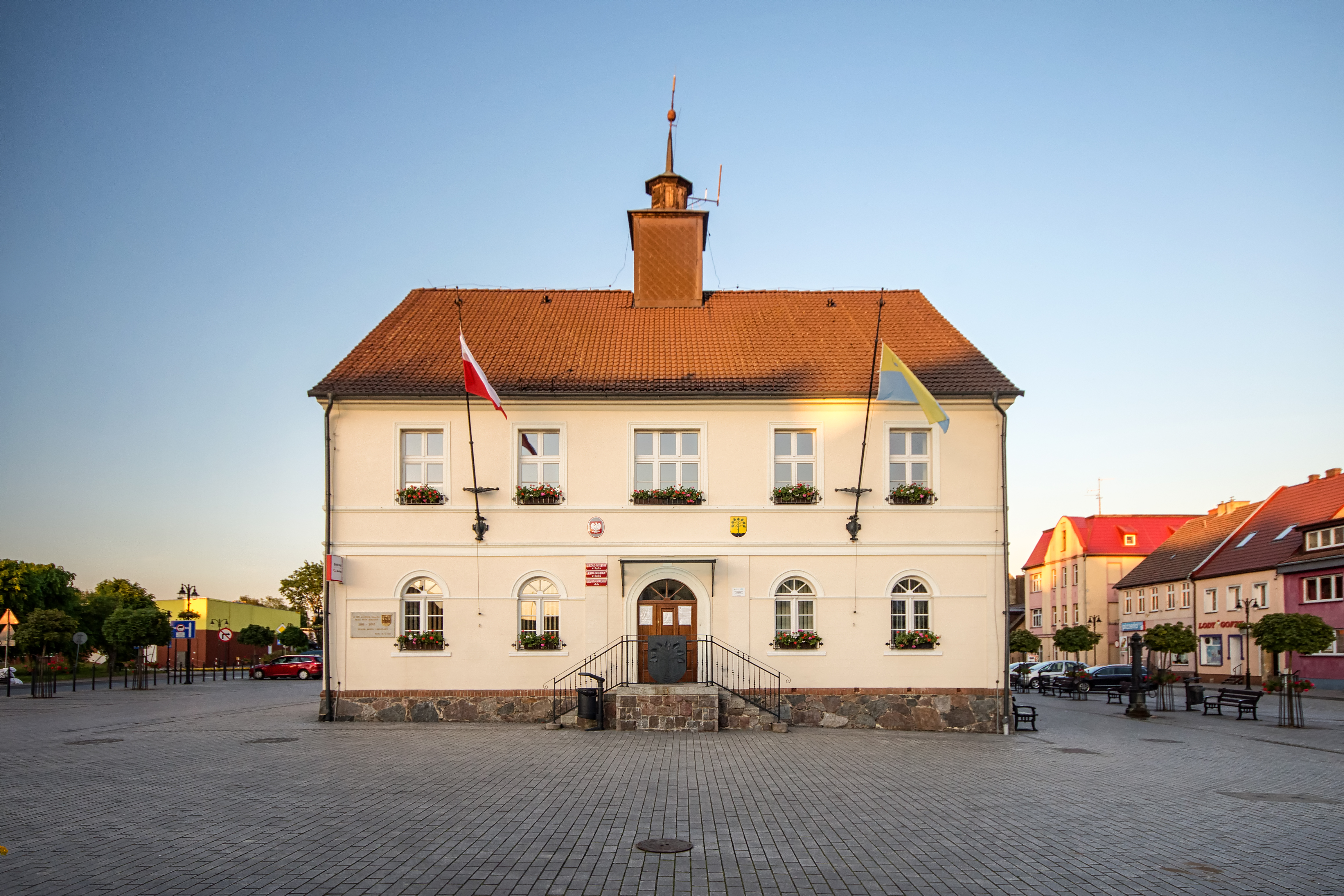
Urząd Gminy i Miasta w Resku

Już w roku 1945 w różnych miejscach na terenie obecnych Niemiec pojawiły się pierwsze pisane na maszynie zaproszenia, okólniki i biuletyny, które służyły do wymiany informacji byłym mieszkańcom Ziemi Łobeskiej. Te okólniki przyjęto uważać za poprzedników późniejszego Regenwalder Heimatbrücke dla Reska i okolic, i Labeser Heimatbriefe dla Łobza i okolic. Pierwszymi redaktorami tych okólników, które nie były przeważnie numerowane byli Herbert Mittelstädt i Wolfgang Krause. Pod koniec roku 1947 nastąpił wyraźny podział grup i redakcji tych biuletynów, co bardzo związało pismo z okolicami Reska, Płot, Radowa i autorami tekstów stąd pochodzącymi (np. Vera Wissel (1922—2010), żona pastora w Resku, ok.  30 artykułów w latach 1981-2010, Gertrud Dunkier (z domu Luedtke, ur. Regenwalde, (1904—2016), ok. 90 artykułów w latach 1983-2014, Siegfried Hannemann (ur. 1936 w Groß Raddow), ok. 170 artykułów, członek zarządu Heimat Regenwalde i Heimat Labes, wyróżnienie Pommerschen Ehrennadel, srebro (1983) i złoto (1987), wyróżnienie i medal Deutschen Feuerwehr – Ehrenmedaille (1999), wyróżnienie Ehrenmitgliedschaft im Heimatkreisausschuß des Kreises Regenwalde (2001), wyróżnienie Pommerschen Eichenblattes, srebro (2009), wyróżnienie Ehrenmitgliedschaft im Pommerschen Greif (2014), Jürgen Fandrey (ur. Plathe, (1943—2006), 1999-2006 Przewodniczący Heimat Regenwalde, około 15. artykułów i 9. wierszy w latach 1988-2007) co dało początek obu pismom i wprowadzono też numerację. W latach 1947–49 biuletyn był początkowo miesięcznikiem (7 stron), a następnie kwartalnikiem (od 1948 do 16 stron) i nosił nazwy Heimatzeitung, Heimatnachrichten, Heimatbrücke, Regenwalder Heimatzeitung i miał nakład od ok. 150 egz. (w 1949) do maksymalnie 320 egz. (w 2001), następnie był  kwartalnikiem i od maja 1965 miał nazwę Regenwalder Heimatbrücke, a w wieku XXI, od numeru 221. miał pełną nazwę Regenwalder Heimatbrücke, Heimatblatt für Regenwalde/Pommern und Umgebung.

## Lista redaktorów naczelnych
Lista redaktorów naczelnych:
- Nr 1-55, od listopada 1947 do sierpnia 1960, dr med. Wilhelm Bornemann (ur. Szczecin (1887—1960), były mieszkaniec Reska)
- Nr 56-141, od sierpnia 1960 do listopada 1981, Gerhard Wachholz (ur. Resko (1903—1983), w latach 1957-83 był członkiem komitetu okręgowego Heimat Regenwalde, wyróżnienie Pommerschen Ehrennadel, srebro - 1973, złoto - 1977)
- Nr 142-217, od lutego 1982 do listopada 2001, Hildegard Kuprian (ur. Resko, (1925—2001), w latach 1979-1997 członkiem komitetu okręgowego Heimat Regenwalde, wyróżnienie Pommerschen Ehrennadel, srebro - 1985, złoto - 1997)[6].
- Nr 218 - 230, od lutego 2001 do lutego 2004, Helmut Tobsing (ur. Resko (1928))
- Nr 231 - 253, od maja 2004 do listopada 2009, Helmut Tobsing i Volker Schulz (w latach 1999-2013 członek komitetu okręgowego Heimat Regenwalde, zastępca ds. Kultury, autor ok. 50. artykułów i 19 wierszy).
- od Nr 254.Helmut Tobsing[7][8].

## Autorzy wierszy i piosenek
Lista autorów wierszy i piosenek zamieszczonych w biuletynie w latach 1948—2017: Volker Schulz (19 wierszy), autor nieznany ((17) wiersze), Werner Wachholz (6), Gunter Geißler (4), Paul Tucher ((4) piosenki), Vera Wissel (4), Erwin Lüskow (3), Anna Berka (z domu Mittelhausen, (3) piosenki), Adolf Pompe ((3) piosenki), Jürgen Fandrey (3), Waltraud Herrmann ((3) z domu Stock), Herbert Tech (3), pani Reinfeld (2), pastor Ernst Jungklaus (2), Richard Spreemann (2), Wilhelm Janke (1), Otfried Graf Finkenstein (1), Oda Schäfer (1), H. Lees (1), Hans Kasper (1), Ruth Kohlmeier (1), Ida Radtke (1), Paul und Anna Albrecht (1), Gerda Hinze (1), Paul Gerhard (1),  Arnold Osten (1), Helmuth Richter (1), Rudolf Ferner (1), Bernhard Trittelvitz (1), Otto Giese (1), pani Stübbe (1), Wilhelm Hammer (1), Hans Grunow (1), Winfried Manske (1), Wilhelm Warnecke (1),  Johann Gottlieb Fichte (1), Prinz von Schönaich-Carolath (1), Elise Zahn (1), Emma Brauer ((1) z domu Taggatz),  Siegfried Wilhelm Falk (1), Walter Groß ((1) piosenka), Wilhelm Fichte (1), Georg Villain (1), Rudolf Oettinger ((1) piosenka), Christa Stegelmann (1), Paul Bünder (1), Georg Küsel (1), Reinhard Prange (1), Joachim Leitzke (1), Gertrud Dunker (1), Josef Zeitgeb (1), Paul Tucher (1), Martin Ziemann (1), Willy Hannemann (1), Karl-Heinz Salow (1), Pagel (1), Emmi Husung ((1) z domu Lüdtke), Heinrich Neye (1), Gerda Tessmer (1), Edith Beulke (1), Elisabeth von Oertzen (1), Gustav Nieritz (1), Peter Rosegger (1), Klaus Granzow (1), Kurt Burchardt (1), Rainer Maria Rilke (1), Ella Reinke ((1) piosenka), Christel Klotz (1), Albert Bichler (1), Berta Schallock (1), Adolf Pompe (1), Horst Beyersdorff ((1) piosenka) i inni.

## Autorzy wspomnień z okresu ucieczki i wysiedlenia Niemców z Ziemi Łobeskiej

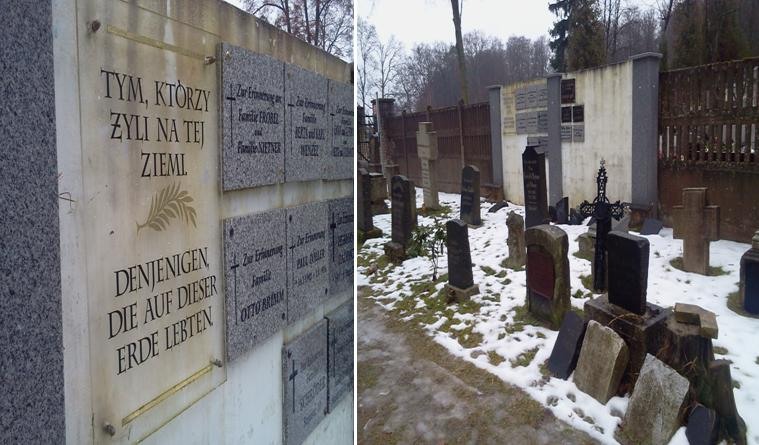
Lapidarium pamięci mieszkańców Łobza, którzy tu żyli i zmarli dawniej. Pamięci 208 mieszkańców Łobza, którzy zginęli w I wojnie światowej (Pomnik Rolanda), pamięci Tych, którzy zginęli na II wojnie światowej (391 żołnierzy, 351 cywili) i pamięci Tych z lat 1945-47 podczas wysiedlenia

Lista autorów wspomnień zamieszczonych w biuletynie w latach 1947—1951 z podaniem numeru biuletynu i nazwy miejscowości: nr 3, Regenwalde, autor Max Beyersdorf, nr 10, Gardin, autorka Erna Köpsel, nr 11, Lowin, autorka pani Berndt, nr 12, Labuhn, autor Friedrich Neitzke, nr 14, Klein Borckenhagen, autor Hedwig Kröning, nr 15, Stargordt, autor Wilhelm Mühlenbeck, oraz Labuhn, autor Friedrich Neitzke, oraz Kummerow, Rübenhagen, Sack, Krebskathen, autor Ernst Krüger, oraz Regenwalde, autorka Martha Lüdtke, oraz Lasbeck, autorka Hilde Polley (z domu Uecker), nr 16, Sallmow, autorka Frieda Buß, nr 17, Niederhagen, autor Otto Rahn, oraz Paatzig, autorka Anna Seel, nr 18, Zozenow i Neuhof, autor Max Steffen, nr 19, Klein Raddow, autor Franz Kühl, oraz Regenwalde, autor Carl Steckmann, nr 20, Regenwalde, autor Edgar Maaß, nr 21, Regenwalde, autor Johannes Radtke, nr 22, Regenwalde, autor Otto Groß, nr 25, Maldewin, autor Johannes Radtke
.